# Тримата бегълци
„Тримата бегълци“ (на английски: Three Fugitives) е американска екшън комедия от 1989 г. на режисьора Франсис Уебър. Във филма участват Ник Нолти, Мартин Шорт, Джеймс Ърл Джоунс и Кенет Макмилиън в последната му филмова поява. Филмът е римейк на френската комедия „Бегълците“ от 1986 г. с участието на Жерар Депардийо и Пиер Ришар, който също е режисиран от Уебър.